# Weltcup im Wasserspringen 2010
Der Weltcup im Wasserspringen 2010 war eine von der FINA veranstaltete Wettkampfserie im Wasserspringen, die vom 2. bis 6. Juni 2010 in Changzhou stattfand. Insgesamt wurden neun Wettbewerbe ausgetragen, jeweils ein Einzel- und Synchronspringen vom 3-Meter-Brett und vom 10-Meter-Turm bei Frauen und Männern sowie erstmals ein Teamwettbewerb.
Die Wettbewerbe wurden abermals von chinesischen Athleten dominiert, die sieben von neun Titeln und insgesamt 13 Medaillen gewannen. Siegreich waren daneben der Australier Matthew Mitcham im Turmspringen und das US-amerikanische Duo Haley Ishimatsu und David Boudia im Teamwettbewerb.

## Zeitplan
Der Zeitplan des Weltcups war wie folgt gestaltet.
Mittwoch, 2. Juni 2010
- Teamwettbewerb

Donnerstag, 3. Juni 2010
- Vorkampf, Halbfinale und Finale 10-Meter-Turmspringen Frauen
- Vorkampf und Finale 3-Meter-Synchronspringen Männer

Freitag, 4. Juni 2010
- Vorkampf, Halbfinale und Finale 3-Meter-Kunstspringen Männer
- Vorkampf und Finale 10-Meter-Synchronspringen Frauen

Samstag, 5. Juni 2010
- Vorkampf, Halbfinale und Finale 3-Meter-Kunstspringen Frauen
- Vorkampf und Finale 10-Meter-Synchronspringen Männer

Sonntag, 6. Juni 2010
- Vorkampf, Halbfinale und Finale 10-Meter-Turmspringen Männer
- Vorkampf und Finale 3-Meter-Synchronspringen Frauen

## Teilnehmer
Es nahmen 128 Athleten, 57 Frauen und 71 Männer, aus 25 verschiedenen Ländern an den Wettbewerben teil.
| Teilnehmende Nationen mit Anzahl der Athleten (Frauen/Männer)                                 | Teilnehmende Nationen mit Anzahl der Athleten (Frauen/Männer)                 | Teilnehmende Nationen mit Anzahl der Athleten (Frauen/Männer)           | Teilnehmende Nationen mit Anzahl der Athleten (Frauen/Männer)                 | Teilnehmende Nationen mit Anzahl der Athleten (Frauen/Männer)       | Teilnehmende Nationen mit Anzahl der Athleten (Frauen/Männer) |
| --------------------------------------------------------------------------------------------- | ----------------------------------------------------------------------------- | ----------------------------------------------------------------------- | ----------------------------------------------------------------------------- | ------------------------------------------------------------------- | ------------------------------------------------------------- |
| Australien (5/3) Brasilien (1/3) Volksrepublik China (6/6) Deutschland (4/3) Frankreich (2/2) | Griechenland (0/3) Großbritannien (4/4) Iran (0/4) Italien (2/0) Kanada (4/4) | Kolumbien (1/3) Kuba (0/4) Malaysia (4/4) Mexiko (3/4) Neuseeland (1/0) | Österreich (1/0) Rep. China (1/0) Russland (5/6) Schweden (1/2) Spanien (0/1) | Südkorea (4/5) Thailand (0/2) Ukraine (0/3) USA (6/5) Belarus (2/0) |                                                               |

## Ergebnisse

### Frauen

#### 3-Meter-Kunstspringen
| Platz | Land                | Athletin                | Punkte |
| ----- | ------------------- | ----------------------- | ------ |
| 1     | Volksrepublik China | He Zi                   | 395,55 |
| 2     | Volksrepublik China | Wu Minxia               | 371,05 |
| 3     | Mexiko              | Paola Espinosa          | 367,80 |
| 4     | Kanada              | Jennifer Abel           | 353,55 |
| 5     | Australien          | Sharleen Stratton       | 339,90 |
| 6     | Italien             | Tania Cagnotto          | 323,15 |
| 7     | Australien          | Anabelle Smith          | 322,40 |
| 8     | USA                 | Abby Johnston           | 321,75 |
| 9     | USA                 | Kelci Bryant            | 321,15 |
| 10    | Deutschland         | Uschi Freitag           | 318,20 |
| 11    | Russland            | Anastassija Posdnjakowa | 306,30 |
| 12    | Deutschland         | Katja Dieckow           | 285,30 |

Vorkampf, Halbfinale und Finale am 5. Juni

#### 10-Meter-Turmspringen
| Platz | Land                | Athletin              | Punkte |
| ----- | ------------------- | --------------------- | ------ |
| 1     | Volksrepublik China | Hu Yadan              | 452,80 |
| 2     | Volksrepublik China | Chen Ruolin           | 437,20 |
| 3     | Australien          | Melissa Wu            | 374,30 |
| 4     | Kanada              | Meaghan Benfeito      | 359,65 |
| 5     | Russland            | Julija Koltunowa      | 354,55 |
| 6     | Kanada              | Roseline Filion       | 353,70 |
| 7     | Malaysia            | Pandelela Rinong Pamg | 351,40 |
| 8     | Mexiko              | Paola Espinosa        | 338,15 |
| 9     | Australien          | Alexandra Croak       | 328,05 |
| 10    | Frankreich          | Audrey Labeau         | 317,45 |
| 11    | Großbritannien      | Tonia Couch           | 302,80 |
| 12    | Deutschland         | Christin Steuer       | 301,60 |

Vorkampf, Halbfinale und Finale am 3. Juni

#### 3-Meter-Synchronspringen
| Platz | Land                | Athletinnen                                | Punkte |
| ----- | ------------------- | ------------------------------------------ | ------ |
| 1     | Volksrepublik China | He Zi Wu Minxia                            | 354,90 |
| 2     | Russland            | Anastassija Posdnjakowa Swetlana Filippowa | 323,50 |
| 3     | Kanada              | Jennifer Abel Émilie Heymans               | 322,50 |
| 4     | Australien          | Sharleen Stratton Briony Cole              | 320,60 |
| 5     | USA                 | Cassidy Krug Kassidy Cook                  | 318,30 |
| 6     | Italien             | Tania Cagnotto Francesca Dallapé           | 317,40 |
| 7     | Mexiko              | Laura Sánchez Arantxa Chávez               | 303,40 |
| 8     | Großbritannien      | Rebecca Gallantree Alicia Blagg            | 297,20 |
| 9     | Deutschland         | Katja Dieckow Uschi Freitag                | 295,50 |
| 10    | Malaysia            | Mun Yee Leong Yan Yee Ng                   | 279,48 |
| 11    | Südkorea            | Lee Yae-rim Kim Na-mi                      | 250,35 |

Vorkampf und Finale am 6. Juni

#### 10-Meter-Synchronspringen
| Platz | Land                | Athletinnen                           | Punkte |
| ----- | ------------------- | ------------------------------------- | ------ |
| 1     | Volksrepublik China | Chen Ruolin Wang Hao                  | 349,60 |
| 2     | Australien          | Alexandra Croak Melissa Wu            | 331,60 |
| 3     | Kanada              | Roseline Filion Meaghan Benfeito      | 322,90 |
| 4     | Großbritannien      | Rebecca Gallantree Stacie Powell      | 322,00 |
| 4     | Malaysia            | Mun Yee Leong Pandelela Rinong Pamg   | 322,00 |
| 6     | Russland            | Julija Koltunowa Natalja Gontscharowa | 314,30 |
| 7     | Deutschland         | Christin Steuer Nora Subschinski      | 311,80 |
| 8     | USA                 | Mary Beth Dunnichay Haley Ishimatsu   | 308,40 |
| 9     | Frankreich          | Claire Febvay Audrey Labeau           | 299,20 |
| 10    | Südkorea            | Yun Seung-eun Cho Eun-bi              | 267,50 |
| 11    | Mexiko              | Paola Espinosa Karla Rivas            | 253,70 |

Vorkampf und Finale am 4. Juni

### Männer

#### 3-Meter-Kunstspringen
| Platz | Land                | Athletin            | Punkte |
| ----- | ------------------- | ------------------- | ------ |
| 1     | Volksrepublik China | He Chong            | 546,55 |
| 2     | Volksrepublik China | Qin Kai             | 522,35 |
| 3     | Russland            | Jewgeni Kusnezow    | 501,85 |
| 4     | Mexiko              | Yahel Castillo      | 490,00 |
| 5     | Deutschland         | Patrick Hausding    | 481,75 |
| 6     | USA                 | Kristian Ipsen      | 480,30 |
| 7     | Kanada              | Alexandre Despatie  | 476,85 |
| 8     | Spanien             | Javier Illana       | 475,10 |
| 9     | USA                 | Christopher Colwill | 466,20 |
| 10    | Ukraine             | Illja Kwascha       | 463,55 |
| 11    | Brasilien           | César Castro        | 444,00 |
| 12    | Australien          | Ethan Warren        | 437,95 |

Vorkampf, Halbfinale und Finale am 4. Juni

#### 10-Meter-Turmspringen
| Platz | Land                | Athletin             | Punkte |
| ----- | ------------------- | -------------------- | ------ |
| 1     | Australien          | Matthew Mitcham      | 562,80 |
| 2     | Volksrepublik China | Huo Liang            | 555,40 |
| 3     | Volksrepublik China | Qiu Bo               | 554,70 |
| 4     | Russland            | Wiktor Minibajew     | 525,00 |
| 5     | Kuba                | José Antonio Guerra  | 511,00 |
| 6     | Großbritannien      | Peter Waterfield     | 500,45 |
| 7     | Mexiko              | Rommel Pacheco       | 496,05 |
| 8     | USA                 | Nick McCrory         | 482,20 |
| 9     | Belarus             | Wadim Kaptur         | 450,85 |
| 10    | Russland            | Alexei Krawtschenko  | 441,60 |
| 11    | Belarus             | Timofei Hordejtschik | 436,65 |
| 12    | Ukraine             | Anton Sacharow       | 422,55 |

Vorkampf, Halbfinale und Finale am 6. Juni

#### 3-Meter-Synchronspringen
| Platz | Land                | Athletinnen                          | Punkte |
| ----- | ------------------- | ------------------------------------ | ------ |
| 1     | Volksrepublik China | Luo Yutong Qin Kai                   | 460,60 |
| 2     | USA                 | Troy Dumais Kristian Ipsen           | 440,00 |
| 3     | Ukraine             | Oleksij Pryhorow Illja Kwascha       | 432,30 |
| 4     | Kanada              | Alexandre Despatie Reuben Ross       | 424,90 |
| 5     | Deutschland         | Patrick Hausding Stephan Feck        | 421,10 |
| 6     | Russland            | Juri Kunakow Dmitri Sautin           | 419,60 |
| 7     | Kuba                | José Antonio Guerra Jorge Betancourt | 416,50 |
| 8     | Frankreich          | Damien Cély Matthieu Rosset          | 411,50 |
| 9     | Malaysia            | Bryan Lomas Yeoh Ken Nee             | 402,72 |
| 10    | Mexiko              | Yahel Castillo Osiris Argote         | 396,06 |
| 11    | Australien          | Matthew Mitcham Ethan Warren         | 389,79 |
| 12    | Kolumbien           | Juan Urán Víctor Ortega              | 272,97 |

Vorkampf und Finale am 3. Juni

#### 10-Meter-Synchronspringen
| Platz | Land                | Athletinnen                          | Punkte |
| ----- | ------------------- | ------------------------------------ | ------ |
| 1     | Volksrepublik China | Cao Yuan Zhang Yanquan               | 500,50 |
| 2     | Russland            | Wiktor Minibajew Ilja Sacharow       | 492,90 |
| 3     | Kuba                | Jeinkler Aguirre José Antonio Guerra | 462,60 |
| 4     | USA                 | Nick McCrory David Boudia            | 448,90 |
| 5     | Deutschland         | Sascha Klein Patrick Hausding        | 435,90 |
| 6     | Großbritannien      | Max Brick Peter Waterfield           | 427,40 |
| 7     | Mexiko              | Germán Sánchez Iván García           | 421,80 |
| 8     | Belarus             | Wadim Kaptur Timofei Hordejtschik    | 418,10 |
| 9     | Kolumbien           | Juan Urán Víctor Ortega              | 412,44 |
| 10    | Ukraine             | Anton Sacharow Dmitri Meschenski     | 400,53 |
| 11    | Brasilien           | Rui Marinho Hugo Parisi              | 393,12 |
| 12    | Südkorea            | Oh Yi-taek Kim Jin-yong              | 362,28 |

Vorkampf und Finale am 5. Juni

### Gemischtes Team

#### Teamspringen
| Platz | Land                | Athletinnen                    | Punkte |
| ----- | ------------------- | ------------------------------ | ------ |
| 1     | USA                 | Haley Ishimatsu David Boudia   | 455,56 |
| 2     | Volksrepublik China | Wang Hao Luo Yutong            | 442,60 |
| 3     | Russland            | Julija Koltunowa Ilja Sacharow | 422,90 |
| 4     | Mexiko              | Paola Espinosa Rommel Pacheco  | 422,00 |
| 5     | Deutschland         | Christin Steuer Sascha Klein   | 401,65 |
| 6     | Australien          | Anabelle Smith Ethan Warren    | 397,40 |
| 7     | Frankreich          | Audrey Labeau Matthieu Rosset  | 393,35 |
| 8     | Kolumbien           | Diana Pineda Sebastián Villa   | 375,35 |

Vorkampf und Finale am 2. Juni

## Medaillenspiegel
| Platz  | Land                | Gold | Silber | Bronze | Gesamt |
| ------ | ------------------- | ---- | ------ | ------ | ------ |
| 1      | Volksrepublik China | 7    | 5      | 1      | 13     |
| 2      | Australien          | 1    | 1      | 1      | 3      |
| 3      | USA                 | 1    | 1      | –      | 2      |
| 4      | Russland            | –    | 2      | 2      | 4      |
| 5      | Kanada              | –    | –      | 2      | 2      |
| 6      | Kuba                | –    | –      | 1      | 1      |
|        | Mexiko              | –    | –      | 1      | 1      |
|        | Ukraine             | –    | –      | 1      | 1      |
| Gesamt | Gesamt              | 9    | 9      | 9      | 27     |